# Proutia breviserrata
Proutia breviserrata is een vlinder uit de familie zakjesdragers (Psychidae). De wetenschappelijke naam van deze soort is voor het eerst geldig gepubliceerd in 1963 door Leo Sieder.
De soort komt voor in Europa.

## Type
- holotype: "male. 13.VII.1962"
- instituut: SMNK, Karlsruhe, Duitsland
- typelocatie: "Austria, Carinthia, Gurktaler Alpen, Fadenhöhe, 1500 m near Reichenau"[1]